# تپه قره چی بولاغی
تپه قره چی بولاغی مربوط به دوره هخامنشی - دوره اشکانیان است و در شهرستان نمین، بخش آبی بیگلو، روستای رز واقع شده و این اثر در تاریخ ۱۰ دی ۱۳۸۱ با شمارهٔ ثبت ۶۶۹۱ به‌عنوان یکی از آثار ملی ایران به ثبت رسیده است.